# Mau-woud
Dit overzicht is mogelijk incompleet; u kunt helpen door het uit te breiden.

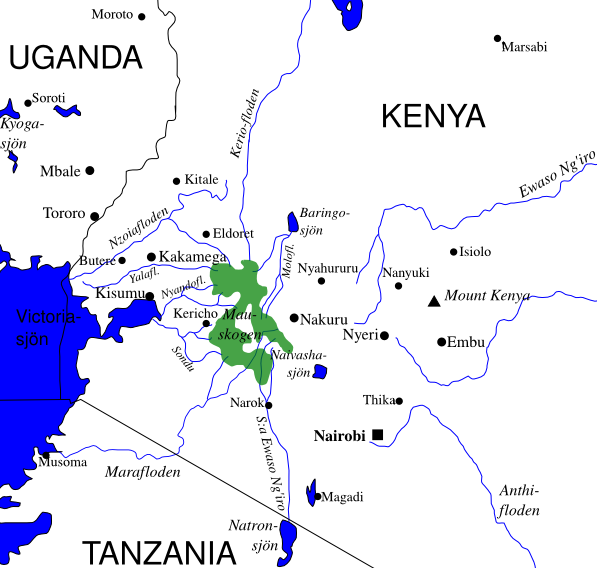
Locatie van het Mau-woud

Het Mau-woud is een bosgebied in de zuidwestelijke hooglanden van Kenia. Het bos strekt zich uit over de hellingen van het Mau-gebergte ten zuiden van de stad Nakuru, en bevat 25% van Kenia's bestand aan bomen. Het behoort nog tot de grootste aaneengesloten bosgebieden in Oost-Afrika.
Er zijn vijf hoofd bosreservaten in het Mau gebied: Oostelijk, Westelijk en Zuidwestelijk Mau (circa 66.000, 22.700 en 84.000 hectare), Trans-Mara (34.400 hectare) en Ol Pusimoru (17.200 hectare). Het Mau-woud voorziet een aantal grote rivieren van water. Ook het Nakurumeer, broedgebied voor tienduizenden flamingo's, krijgt zijn gehele watertoevoer uit het Mau-woud. Ongeveer driekwart van het oorspronkelijke bos is reeds verdwenen. Recente beschermingsmaatregelen leidden ertoe dat ook de stambewoners, de Ogiek, uit de bossen verdreven werden.